# ماتيا بيسو
ماتيا بيسو (بالإيطالية: Mattia Biso)‏ (6 مايو 1977 بميلانو في إيطاليا - ) هو لاعب كرة قدم إيطالي في مركز الوسط. لعب مع نادي أسكولي ونادي أنكونا ونادي سامبدوريا ونادي سبيزيا ونادي فروسينوني ونادي كاتانيا ونادي ليكو ونادي مونزا وAC Mestre ‏ ونادي تيرامو وFidelis Andria 2018 ‏ وASD Sangiovannese 1927 ‏ وASD SEF Tempio Pausania ‏ وتشيفيتانوفا كالتشيو ‏ وFaenza Calcio ‏ وكارسو كالتشيو ‏ وASD HSL Derthona ‏ وASD Victor San Marino ‏.